# Henri Sterdyniak
Henri Sterdyniak est un économiste français, signataire du manifeste d'économistes atterrés.

## Biographie

### Jeunesse et études
Henri Sterdyniak, né le 13 novembre 1951, est élève de l’École polytechnique de 1970 à 1973, puis de l'École nationale de la statistique et de l'administration économique (ENSAE) de 1973 à 1975.

### Parcours professionnel
De 1975 à 1982, il est administrateur de l'Insee. À partir de 1982, il est économiste à l'Observatoire français des conjonctures économiques (OFCE).
Classé à gauche, il est coauteur du Manifeste d'économistes atterrés (2010). Il dénonce dans L'Humanité la politique de « François Hollande et d'une fraction du Parti socialiste », ceux-ci ayant, selon lui, « renoncé à mettre en cause la domination de la finance ». Dans un contexte où la France peut s’endetter à des taux très bas, il prône un renforcement des dépenses publiques. En mai 2016, il donne raison au même François Hollande estimant qu'une « tendance nette » de baisse du chômage se dessine.

## Publications
- Avec Stéphanie Villers, Crise économique 2020 : vers un nouveau monde ?, Paris, Économica, 2020
- Avec Jean-Marc Daniel, Présidence Sarkozy : quel bilan ?, Bordeaux, Prométhée, 2012
- Avec Philippe Askenazy, Thomas Coutrot, André Orléan, Manifeste d'économistes atterrés : crise et dettes en Europe, Paris, Les Liens qui libèrent, 2011
- Avec Gaël Dupont, Quel avenir pour nos retraites ?, Paris, La Découverte, coll. « Repères », 2000
- Avec Jean Pisani-Ferry et Pierre Villa, Problèmes de macroéconomie, Paris, Économica, 1984